# ریمسبرگ
ریمسبرگ (به آلمانی: Rimsberg) یک شهر در آلمان است که در بیرکنفلد واقع شده‌است. ریمسبرگ ۱۲۰ نفر جمعیت دارد.